# Сан-Жоржи-ди-Арроюш
Сан-Жо́ржи-ди-Арро́юш (порт. São Jorge de Arroios) — район (фрегезия) в Португалии, входит в округ Лиссабон. Является составной частью муниципалитета Лиссабон. Находится в составе крупной городской агломерации Большой Лиссабон. По старому административному делению входил в провинцию Эштремадура. Входит в экономико-статистический субрегион Большой Лиссабон, который входит в Лиссабонский регион. Население составляет 17 403 человека на 2001 год. Занимает площадь 1,13 км².